# Токі (Пшасниський повіт)
Токі (пол. Toki) — село в Польщі, у гміні Черниці-Борові Пшасниського повіту Мазовецького воєводства.
У 1975-1998 роках село належало до Цехановського воєводства.